# Isola dei Decabristi
L'Isola dei Decabristi (in russo Остров Декабристов?, Ostrov Dekabristov, in estone Dekabristide saar, in finlandese Alaissaari) è un'isola di San Pietroburgo, a sud separata dall'isola Vasil'ievskij dal canale Smolenka, ad ovest affacciata sul golfo di Finlandia e a nord ovest bagnata dalla Piccola Neva.
L'isola dal 1926 ha preso questa denominazione in onore dei decabristi, in particolare a Michail Pavlovič Bestužev-Rjumin, Pëtr Grigor'evič Kachovskij, Sergej Ivanovič Murav'ëv-Apostol, Pavel Ivanovič Pestel' e Kondratij Fëdorivič Ryleev che qui vennero impiccati nel 1826.
Sull'isola si trova la stazione della metropolitana di San Pietroburgo Primorskaja.